# Die Jahreszeit des Glücks
Die Jahreszeit des Glücks (Originaltitel: Štěstí) ist ein tschechischer Spielfilm aus dem Jahr 2005. Im Mittelpunkt stehen Menschen, die zwischen dem Pflichtgefühl, Schwachen zu helfen, und dem Verfolgen eigener Lebensentwürfe hin- und hergerissen sind. Regie bei der mehrfach preisgekrönten Tragikomödie führte Bohdan Sláma, der auch das Drehbuch verfasste. Die Hauptrollen spielten Tatiana Vilhelmová und Pavel Liška.

## Handlung
Der junge Tonda begleitet mit Monika deren Freund zum Flughafen, da dieser nach Amerika reist, um dort zu arbeiten. Tonda lebt mit seiner Tante im alten, verfallenen Haus seines Großvaters. Seine Eltern haben für diese „alternative Lebensweise“ kein Verständnis und sind zudem besorgt, weil Tonda noch immer allein ist. Tonda und Monika sind seit der Kindheit befreundet, haben diese im gleichen Wohnblock verlebt. Dort wohnen immer noch seine Eltern; ebenso wie Monika, die bei ihren Eltern lebt. Im gleichen Aufgang wohnt auch Monikas alte Freundin Dáša mit ihren zwei kleinen Söhnen. Dáša hat ihr Leben nicht im Griff – sie vernachlässigt ihre Kinder, und ihre Wohnung verwahrlost. Sie ist attraktiv, hat aber offenbar Probleme, Männer langzeitig an sich zu binden.
Monika kümmert sich zunehmend um die Kinder und bindet auch Tonda in diese Aufgabe ein, wodurch deren Beziehung an Tiefe gewinnt. Monikas Mutter steht dem jedoch skeptisch gegenüber – sie drängt Monika, ihrem Freund nach Amerika zu folgen, der dort schon eine Arbeit für sie organisiert hat. Dies hat sie jedoch aufgeschoben, da sie sich für Dášas Kinder verantwortlich fühlt. Als sich Dášas nervlicher Zustand verschlimmert und sie in die Psychiatrie eingeliefert wird, nimmt Monika deren Kinder zu sich, worauf der Konflikt mit der Mutter eskaliert. Daraufhin zieht sie aus und geht letztlich auf Tondas Angebot ein, zu ihm und der Tante zu ziehen – dort fühlen sich die Kinder ohnehin wohl, und die Tante freut sich über neues Leben im Haus. Tonda, der sich zunehmend in Monika verliebt und in eine Art Vaterrolle hineinwächst, unternimmt jetzt Anstrengungen, das alte Haus zu sanieren, wofür er sogar bereit ist, in der ihm verhassten Fabrik zu arbeiten. Sein Glück währt nur kurz – die Tante erkrankt ohne Heilungsaussichten an Krebs, und Dáša, aus der Behandlung entlassen, holt ihre Kinder zurück. 
Monika, von ihrer Verpflichtung befreit, muss nun eine Entscheidung treffen. Tonda sagt ihr, er ertrage es nicht, dass sie nur aus Mitleid bei ihm bleibt, und so fliegt sie nach Amerika. Die Tante rät ihm, nicht allein in dem Haus zu bleiben und es an die Fabrik zu verkaufen. Als Monika zurückkehrt, wird gerade das Haus abgerissen. Niemand weiß, wo Tonda ist. Monika setzt sich in einen Zug und fährt in das Unbekannte.

## Rezeption
Der Film feierte seine Premiere am 25. Juli 2005 in Uherské Hradiště. In der folgenden Zeit wurde er auf zahlreichen internationalen Filmfestivals gezeigt, unter anderem auf dem Toronto Film Festival. Am 15. September 2005 kam der Film in die tschechischen Kinos, wo er 189.328 mal gesehen wurde und damit über 17 Millionen Tschechische Kronen einspielte. In Deutschland kam Die Jahreszeit des Glücks am 20. April 2006 in die Kinos.
Der Großteil der Kritiker nahm den Film positiv auf. So schrieb der film-dienst in der August-Ausgabe 2006: „Pessimistisches, in kühlen Grau-Grün-Tönen und mit beweglicher Kamera fast aufdringlich veristisch gefilmtes Sozialdrama um die Schwierigkeiten der Glückssuche in einer maroden Gesellschaft.“

## Auszeichnungen
Auf dem Festival Internacional de Cine de Donostia-San Sebastián 2005 gewann der Film die Goldene Muschel, den Hauptpreis des Festivals, und Aňa Geislerová die Silberne Muschel als beste Darstellerin. Auf dem Athens International Film Festival erhielt Die Jahreszeit des Glücks die Goldene Athene. Auf dem Angers European First Film Festival 2006 wurde der Film mit dem Publikumspreis und dem Preis der europäischen Jury ausgezeichnet. Auf dem Filmfestival Cottbus erhielt der Film den FIPRESCI-Preis.
Bei der Verleihung des tschechischen Filmpreises Böhmischer Löwe gewann der Film in den Kategorien Bester Film, Beste Regie, Bestes Drehbuch, Bester Hauptdarsteller (Pavel Liška), Beste Hauptdarstellerin (Tatiana Vilhelmová), Beste Nebendarstellerin (Anna Geislerová) und Beste Kamera. Nominierungen gab es zudem für Bolek Polívka als Bester Nebendarsteller und für den Besten Ton. Bohdan Sláma gewann den Kritikerpreis.
Der Film war Tschechiens Einsendung auf eine Nominierung in der Kategorie Bester fremdsprachiger Film bei der Oscarverleihung 2006, wurde aber weder nominiert noch ausgezeichnet.